# 奄父
奄父（?—?），是赵国的祖先，是颛顼、伯益的后代，周穆王的大臣造父的六世孙，号称公仲，周宣王时讨伐戎狄的时候，为周宣王驾车。在千亩之战的时候，奄父曾救过宣王。奄父的儿子叔帶是周幽王的大臣。
| 前任： 造父 | 趙氏先祖 | 繼任： 叔帶 |